# Герб Пангоды
Герб муниципального образования посёлок Пангоды Надымского района Ямало-Ненецкого автономного округа Тюменской области Российской Федерации.

## Описание герба
«В лазоревом поле на зелёном холме - серебряный сидящий медведь, обращённый прямо и держащий на воздетой правой передней лапе золотое пламя».
Герб посёлка Пангоды в соответствии с "Методическими рекомендациями по разработке и использованию официальных символов муниципальных образований", утверждёнными Геральдическим советом при Президенте Российской Федерации 28 июня 2006 года (гл. VIII, п. 45), может воспроизводиться со статусной короной установленного образца.

## Обоснование символики
Герб посёлка Пангоды языком символов и аллегорий раскрывает историю посёлка, его топонимические и природные особенности.
Возникновение и развитие посёлка Пангоды (в переводе с ненецкого языка - подножие холма, сопки) было обусловлено открытием и обустройством газового месторожденья Медвежье.
Сидящий на холме (гласный символ, связанный с названием посёлка) медведь (аллегория названия газового месторождения), держащий в лапе пламя (символ газовой отрасли) - все это раскрывает и подчёркивает значимость посёлка Пангоды в развитии освоении территорий Севера России. Символика медведя многозначна:
— национальный символ России, хозяин тайги, герой многих сказок и сказаний;
— символ силы, стойкости, неустрашимости и храбрости;
— символ предусмотрительности, добродушия.
Образ медведя символизирует стойкость и мужество жителей Пангоды, проживающих в сложных условиях Севера. Серебряный цвет медведя подчёркивает расположение посёлка Пангоды недалеко от Северного полярного круга.
Лазурь - символ реки Правая Хетта, на берегу которой вырос посёлок, а также символ возвышенных устремлений, искренности, преданности, возрождения.
Зелёный цвет символизирует весну, здоровье, природу, надежду.
Серебро - символ чистоты, ясности, открытости, божественной мудрости, примирения.
Золото - символ высшей ценности, величия, великодушия, богатства, урожая.

## История герба
В 2007-2008 годах был проведён конкурс на лучший проект герба городского поселения п. Пангоды.
Герб Пангоды был разработан при содействии Союза геральдистов России.
Авторы герба: идея герба - Галина Русанова (Москва), Константин Моченов (Химки); художник и компьютерный дизайн - Галина Русанова (Москва); обоснование символики - Вячеслав Мишин (Химки).
Герб утверждён решением  № 59 Собрания депутатов муниципального образования «посёлок Пангоды» от 27 октября 2008 года и внесён в Государственный геральдический регистр Российской Федерации под 4525.